# René Trost
René Hubertus Johannes (René) Trost (Kerkrade, 31 januari 1965) is een Nederlandse voetbaltrainer en voormalig voetballer.

## Loopbaan als speler
Trost speelt zijn hele carrière als verdediger bij Roda JC op een korte verhuurperiode van een half jaar bij de toenmalige eerstedivisionist VVV na. In totaal komt hij vijftien seizoenen uit voor de Kerkraadse eredivisionist. Op 6 mei 1984 maakt hij zijn debuut in de wedstrijd Roda JC-AZ (1-2). Zijn laatste wedstrijd als prof speelt hij op 10 mei 1998: Roda JC – De Graafschap (1-2), als invaller in de 82e minuut voor Humphrey Rudge.

## Statistieken
| Seizoen | Club    | Land      | Competitie     | Wed. | Doelp. |
| ------- | ------- | --------- | -------------- | ---- | ------ |
| 1983/84 | Roda JC | Nederland | Eredivisie     | 2    | 0      |
| 1984/85 | Roda JC | Nederland | Eredivisie     | 31   | 3      |
| 1985/86 | Roda JC | Nederland | Eredivisie     | 3    | 0      |
| 1986/87 | Roda JC | Nederland | Eredivisie     | 20   | 0      |
| 1987/88 | Roda JC | Nederland | Eredivisie     | 25   | 2      |
| 1988/89 | Roda JC | Nederland | Eredivisie     | 33   | 0      |
| 1989/90 | Roda JC | Nederland | Eredivisie     | 32   | 5      |
| 1990/91 | Roda JC | Nederland | Eredivisie     | 30   | 6      |
| 1991/92 | Roda JC | Nederland | Eredivisie     | 28   | 1      |
| 1992/93 | Roda JC | Nederland | Eredivisie     | 28   | 1      |
| 1993/94 | Roda JC | Nederland | Eredivisie     | 28   | 4      |
| 1994/95 | Roda JC | Nederland | Eredivisie     | 3    | 0      |
|         | VVV     | Nederland | Eerste Divisie | 10   | 0      |
| 1995/96 | Roda JC | Nederland | Eredivisie     | 31   | 1      |
| 1996/97 | Roda JC | Nederland | Eredivisie     | 10   | 0      |
| 1997/98 | Roda JC | Nederland | Eredivisie     | 7    | 0      |
| Totaal  | Totaal  | Totaal    | Totaal         | 321  | 23     |

## Loopbaan als trainer
Nadien treedt hij in dienst als assistent-trainer bij Roda. Daar vertrekt hij halverwege het seizoen 2004/05, op 23 januari 2005, om bij Patro Maasmechelen als hoofdcoach in dienst te treden. Op 7 november 2005 wordt hij trainer bij Lierse SK na het ontslag van Paul Put. Hij moet de club voor degradatie behoeden wat hem lukt door de eindronde met drie tweedeklassers te winnen. Het daaropvolgende seizoen heeft Lierse uit dertien wedstrijden amper twee punten. Hij neemt op 13 november 2006 in onderling overleg met de club ontslag.
Op 29 december 2006 wordt hij aangesteld als hoofdcoach van tweedeklasser KVSK United, dat enkele dagen voordien Peter Balette had ontslagen. Na een reeks slechte resultaten (slechts twee punten uit twaalf wedstrijden) neemt Trost op 25 februari 2007 alweer ontslag bij KVSK United en hij keert terug naar Roda JC als hoofd opleidingen. Op 19 februari 2009 wordt Trost wederom aangesteld als assistent-trainer bij de Kerkradenaren.
Sinds het seizoen 2010-2011 coacht hij de Maastrichtse eerstedivisionist MVV Maastricht, met wie hij dat seizoen de derde periodetitel pakte en en passant de Bronzen Stier voor beste trainer wint. Ook in de twee seizoenen daarna neemt MVV deel aan de play-offs, maar de Maastrichtenaren slagen er niet in om naar de eredivisie te promoveren.
In juni 2013 wordt hij aangesteld als hoofdcoach van VVV-Venlo als opvolger van de ontslagen Ton Lokhoff. Trost had bij VVV een contract voor één jaar dat automatisch zou worden verlengd bij promotie naar de eredivisie. Op 13 mei 2014, twee dagen na uitschakeling in de play-offs tegen FC Dordrecht, komt de mededeling dat het aflopende contract niet wordt verlengd.
Op 1 juni 2014 maakte Roda JC bekend dat Trost als trainer terugkeerde naar 'zijn club'. Hij tekende een contract voor twee seizoenen, met een optie voor nog een seizoen. Op 7 april 2015 werd hij ontslagen, daags na de 6-0 nederlaag tegen Sparta in de Jupiler League. Hierna keerde hij terug als jeugdtrainer bij de club. Op 27 februari 2017 werd hij opnieuw als assistent-trainer toegevoegd aan de technische staf van het eerste elftal, waar Yannis Anastasiou op dat moment hoofdtrainer was.
In juni 2018 is Trost trainer van Lierse Kempenzonen, de ploeg die uitstond uit de 'fusie' van het failliete Lierse SK en Oosterzonen. Eind oktober 2018 werd hij daar ontslagen.
Op 6 maart 2020 werd hij als interim-trainer tot het einde van het seizoen aangesteld bij Roda JC Kerkrade als opvolger van de eerder ontslagen Jean-Paul de Jong. Doordat de competitie door de Corona-uitbraak werd afgelast, zat Trost geen enkele wedstrijd op de bank als trainer.